# Pierre Thiriet
Pierre Thiriet, född 20 april 1989 i Épinal, är en fransk racerförare.